# Nuno Oliveira
Nuno Oliveira, nacido en Lisboa (Portugal) el 23 de junio de 1925 y fallecido en un hotel de Perth (Australia) el 2 de febrero de 1989, fue un experto en caballos, y por muchos considerado el más grande maestro del arte ecuestre del siglo XX. Dedicado a la equitación desde temprana edad, fue reconocido como maestro en equitación desde que cumplió los 23 años, y dos décadas más tarde, su influencia y fama se extendieron fuera de las fronteras de su Portugal natal.
Fue reconocido y aclamado en todo el mundo como uno de los últimos grandes maestros de la equitación clásica (y uno de los últimos en entender la misma como arte, marcando así final y principio de dos eras distintas: la de la equitación académica donde dominaba el arte ecuestre como máxima expresión, y otra donde predominaba la equitación entendida como deporte al considerar y usar al caballo como un deportista más). Se decía que pertenecía a una edad de oro de la equitación académica y artística, conformada por François de La Guerinière y Francois Baucher, a quienes Nuno tenía gran admiración (a Baucher lo menciona con frecuencia en sus libros).
Nuno Oliveira no sólo fue un gran instructor, jinete y entrenador, también fue una persona extraordinaria. Fue condecorado varias veces por el Gobierno portugués, y era reconocido a nivel mundial. Con gran talento, fue hombre muy disciplinado y con un amor exagerado por los caballos, junto con una gran capacidad de comprensión y visión, con gran potencial, convirtiéndose en una excepción. Reiner Klimke dijo que Nuno Oliveira era una gran figura de la equitación de este siglo y un gran maestro.
En realidad frecuentó poco el ambiente de la competición, sobre el que decía no le permitía expresarse. Nuno Oliveira abordó las actividades ecuestres con profesionalismo y como si se tratara de un verdadero y sagrado arte, al que atribuía una dimensión espiritual, describiendo él mismo a la equitación como « la sublimación de la técnica a través del amor » (frase inspirada en una anterior de Giuseppe Verdi). Imbuido de una inmensa cultura ecuestre y de una marcada preferencia por la música de ópera, y en particular de Verdi, Nuno Oliveira desarrolló diferentes actividades académicas en varios países, donde demostró gran talento pedagógico, lo que le permitió formar a centenas de jinetes. La corriente técnica por él iniciada incluso tiene nombre, y se llama « oliveirismo ».

## Biografía

### Infancia y adolescencia
Nuno Oliveira creció en una familia solvente, estable, y creyente, pues su padre, Guido Oliveira, era un pastor protestante que trabajaba en un establecimiento bancario, y su madre por otra parte, era muy devota.
Quien con el paso de los años sería un destacado jinete frecuentó el ambiente hípico desde muy joven, pues su primo Joaquim Gonçalves de Miranda, jinete de la Escuela Real Portuguesa de Arte Ecuestre y probablemente un autodidacta, le tomó como alumno cuando Nuno aún era un niño. En esos años de inicio, Nuno Oliveira paralelamente siguió sus estudios en el colegio anglo-portugués. Y gracias a la biblioteca particular de Manuel de Barros (un rico propietario de equinos), Nuno accedió a documentarse sobre la equitación clásica. Igualmente fue durante su adolescencia, que su padre lo inició en su gusto por la ópera.

### Comienzos
Nuno Oliveira logró hacer una rápida carrera en la equitación, comenzando por trabajar los caballos de los comerciantes portugueses y de las familias pudientes, y en esos comienzos sin tener caballeriza o picadero propio. No pasó mucho tiempo en la inestabilidad laboral, ya que un propietario de caballos se fijó en él, y lo llevó a una caballeriza de su propiedad en los alrededores de Lisboa. Pronto se vinculó al llamado Coliseu dos Recreios o Coliseo de Lisboa, una especie de teatro donde se efectuaban conciertos y también demostraciones circenses y otros espectáculos polivalentes, y es allí donde fue construyendo su reputación en cuanto al manejo de los caballos. Y en 1948, año de su matrimonio, Nuno Oliveira ya era reconocido como un buen maestro y experto en caballos a nivel nacional.
En esos años enseñó principalmente en una propiedad del Dr Guilherme Borba, en Póvoa de Santo Adrião, en los alrededores de Lisboa. Y a la edad de 35 años, comenzó a regentear un modesto picadero, en Odivelas. Su jornada típica comenzaba a las seis de la mañana con ejercicios de adiestramiento con caballos jóvenes, presentando luego los mejores a primera hora de la tarde, pero también trabajaba con caballos que tenían algún problema con el salto de obstáculos, o que no se desempeñaban bien en los espectáculos de tauromaquia.
Entre sus alumnos de esa época, ya figuraban los embajadores de Francia y de Suiza en Portugal, así como integrantes de la realeza. En 1964, Nuno Oliveira fue presentado oficialmente en el mundo ecuestre francés, a través de una iniciativa del redactor en jefe de la revista L'Éperon. Y entonces, la prensa francesa, los mejores hipologistas profesionales, los mejores jinetes del Cadre noir, y la Fédération française des sports équestres, etc, le descubrieron en esta ocasión.

### Reconocimiento
En 1967, Nuno Oliveira impartió sus primeras lecciones en Bélgica, donde en lo sucesivo fue reinvitado dos veces cada año. Instaló su propia escuela ecuestre en un antiguo redileo en Aveçada, al norte de Lisboa, el que al pasar los años atrajo a centenas jinetes del mundo entero. Gracias a su especial talento pedagógico, Nuno Oliveira lograba bien enseñar su arte. Viajó a muchos países, y entre ellos, Australia, Estados Unidos, Filipinas, Francia, Perú, y Suiza.
Este gran especialista portugués inspiró a los jinetes del Cadre noir de Saumur, en Francia, atendiendo una invitación que le cursara el coronel Pierre Durand, y gracias a sus contactos y a la buena impresión causada, frecuentó regularmente los grandes eventos ecuestres internacionales. En cierta ocasión, Michel Henriquet le preguntó: « comment êtes vous ce que vous êtes ? » (en español: « ¿cómo logró ser usted lo que es? »), a lo que Oliveira le respondió: « Par nos chevaux » (en español: « Por nuestros caballos »). El general de Champvallier, jinete baucherista, dirigió a Oliveira una frase que pasó a ser célebre, a la vez que se inclinaba delante de él diciendo :

Cita: Maître, voilà cinquante ans que je vous cherche, je crains que pour moi il soit trop tard.
Traducción al español: Maestro, hace cincuenta años que le busco, aunque creo que para mí ya sea demasiado tarde.

A pesar de su popularidad y de todas sus actividades, y ya que no frecuentaba los ambientes de la competición ecuestre, Oliveira vivió con medios económicos limitados. Incluso llegó a rechazar la dirección de la Escuela Portuguesa de Arte Ecuestre para así conservar su independencia.

### Fallecimiento
El intenso ritmo de trabajo de Nuno Oliveira, que dividía entre la equitación y la escritura de sus libros, es muy posible que se encuentre en el origen de su fallecimiento precoz, puesto que a los sesenta años ya sufría de la espalda y de insuficiencia cardíaca. El 2 de febrero de 1989, fue encontrado sin vida en su cama de hotel en Australia, escuchando a Verdi (la música que más gustaba tener en su picadero). En el momento de su fallecimiento, su cuenta bancaria no tenía la suma necesaria como para hacer repatriar su cuerpo a Portugal, y su hijo João tuvo que recurrir a los caballos de instrucción para reunirla.

## Carácter y sensibilidad
Nuno Oliveira es conocido por su excepcional sensibilidad artística, y también señalado por sus pares como una persona colérica e irritable. El propio Nuno reconocía él mismo sus desbordes, especialmente en sus cartas. Se llegó a enojar y molestar, por ejemplo, con algunos expertos en equitación, entre ellos René Bacharach, que sin duda era uno de sus admiradores.
Su particular personalidad se reflejaba en sus escritos, en donde hacía un uso frecuente de la caricatura, y en donde muchas veces presentaba una visión dualista (léase: binaria), planteando oposición entre el jinete de competición, según él técnicamente robotizado, y el artista ecuestre que más bien se dedicaba a las presentaciones y a los ejercicios y a mejorar su comunicación con el caballo. Sus enfoques generalmente eran a contra corriente de los que se expresaban en los ambientes de la competición, a los que él manifestaba rechazar y cuestionar de múltiples formas. En un primer análisis su pensamiento en este sentido podría parecer demasiado simplificado y rígido, ya que desvalorizaba (léase: despreciaba), las opiniones de los expertos que se oponían o cuestionaban sus enfoques ecuestres. Por ejemplo, véase que muy enfáticamente vilipendiaba y subestimaba la equitación de tradición germánica, a la vez que con energía defendía y elogiaba la equitación de tradición latina. Asimismo, por lo general se mostraba muy crítico del baucherismo.
Por otra parte y si alguien le caía mal, en muchos casos adoptaba una actitud dominante y de superioridad, cualquiera fuera la posición social del otro. Por el contrario, daba pruebas de una gran empatía, tanto hacia las personas como hacia los caballos, en especial cuando le dejaban expresarse en extenso de la dimensión espiritual de la equitación, lo que explica su rechazo a la equitación meramente « técnico-mecanicista » y desprovista de sentimientos y de espiritualidad, que ignoraba los aspectos sensibles y psicológicos. Carlos Henriques Pereira interpreta este aspecto del maestro como la expresión de cierto malestar, debido a la posición de incomprendido de Oliveira, que había alcanzado « un nivel tal que ya se sentía superior a todos ».
Según Michel Henriquet, « Nuno tenía las reacciones imprevisibles de un artista muy afectado por sus propias inquietudes y por su ser interior ». En el día a día, constantemente estaba aconsejando a los jinetes de su entorno, para así ayudarlos a progresar, y sin criticarlos demasiado sino al contrario, estimulándolos a la superación, aunque en su fuero íntimo, tal vez pensaba que ellos solamente serían una parte de su propio saber. A lo largo de toda su vida, siempre se mostró muy generoso con los jinetes de bajos ingresos financieros, permitiéndoles de seguir sus enseñanzas a título gratuito o con grandes descuentos, e incluso ofreciendo caballo a otro por el solo hecho de que apreciaba a ese animal.
Maestro de maestros, poseía un conocimiento enciclopédico sobre equitación que atravesó fronteras, estilos e incluso generaciones. Amante de la música, especialmente Verdi, poseía un alma y una sensibilidad artística y humana que aplicaba a todo cuanto hacía.
Tenía un alma de poeta y de artista, que lo convertía en un verdadero monumento a la humanidad. Todo lo hacía con la misma simplicidad y grandeza. Muchos de sus discípulos cuentan que cuando se mudó a Avessada, trabajaba por los pobres del pueblo, pues no podía soportar observar a la gente en la miseria.
Amó profundamente todo cuanto estaba a su alcance. Amó la vida, la música, y por supuesto a los caballos. Su vida se puede resumir en una frase que a él le gustaba mucho: "El arte es la tecnología de sublimación por el amor".
El maesto Nuno Oliveira era puro talento y tenía un tacto ecuestre muy especial, y un verdadero amor por los caballos, con una sensibilidad tremenda para la comprensión de los mismos y discernir su potencial.
Muchos de los caballos que entrenó no eran caballos de primera clase sino de segunda o de tercera, pero con su tacto de artesano-artista logró extraer de ellos el arte, produciendo un espectáculo realmente hermoso a nuestros ojos.
Nuno Oliveira tenía una gran habilidad para juzgar el momento psicológico propicio del caballo y sacar ventaja de ello, es decir, descubrir el momento correcto para exigir y recrear.
Cuenta el maestro Luis Valença que en su picadero había un animal que a él le parecía con pocas habilidades y capacidades y por tanto quería dejarlo para clases de tandas. Pero cuando Nuno Oliveira lo observó, le dijo que ese caballo debía entregarlo a alguna de sus hijas, porque tenía mucho que entregar. Luis le hizo caso, logrando un animal lleno de arte, y uno de los caballos que marcó historia en su picadero.
El maestro Nuno Oliveira era un hombre con pura autodisciplina. Año tras año seguía su misma rutina de trabajo. Su día empezaba a las 5:30 trabajando los potros, más tarde daba las lecciones a sus alumnos tanto nacionales como extranjeros. Y llegada bien entrada la noche y ya concluida su rutina espartana de trabajo, aún tenía fuerzas para conversar, compartir, y analizar el trabajo realizado.
Era imposible imaginar su mundo ecuestre separado de su vida personal, incluso esta realidad era comprobable en la teoría que él impartía en sus lecciones magistrales.
Su figura a caballo manifestaba un universo de magia, sabiduría y reflexión ecuestre. Se elevaba sobre el asiento como una garbosa estatua, a veces con su cabeza ligeramente inclinada hacia el caballo, manifestando así serenidad pensativa y a la vez concentración, y una sensación como si quisiera ahondar su propia mente en el pensamiento e interior de su compañero.
Sus manos eran muy suaves, encontrando eco esta suavidad también en sus piernas y la única expresión quizás más forzada era su espalda y prominente pecho sacado seña de jinete clásico.
Con el suave contacto de sus manos lograba una armonía y una cadencia perfecta en sus caballos. Esta suavidad y armonía, igualmente, era lograda mediante el entendimiento del control de su espalda en relación con la espalda del caballo. Este hecho le permitía suplir la eventual falta de equilibrio del caballo, compensarla, y ser capaz de enfocar toda su atención reduciendo sus resistencias.
Para el maestro el método para practicar y enseñar la equitación clásica debería estar basado en la suavidad, la libertad, la belleza y la armonía. Y decía: "Hay que permitir a los caballos moverse con las riendas libres y no manteniéndolas firmemente, así es como puede lograrse el éxito. Los jinetes que sujetan a sus caballos son insignificantes y no progresarán nunca. Los jinetes que dan libertad a sus caballos, degustarán las mieles del arte ecuestre" (Reflexiones sobre el Arte Ecuestre).
Nuno Oliveira decía: "Con los caballos, ¿Vale la pena ser amable? Siempre". Su amabilidad era usada sin restricciones con todos sus caballos, recompensar mucho y exigir lo suficiente según la etapa de entrenamiento de cada caballo.
Nuno Oliveira amaba a todos los caballos pero no podía de tener un elogio y su preferencia en los caballos de sus amores: los caballos lusitanos. "Amo a mi país y amo nuestro Lusitano", decía con una sonrisa cómplice.
Trataba a todos sus alumnos con cariño y amistad. Los trataba como fieles amigos. Cuando daba sus lecciones no dudaba nunca en elogiar vivamente a sus alumnos. Sólo rompía su calma cuando algún caballo era presionado duramente.
El Maestro no era ni altivo ni arrogante, más bien enseñaba la humildad como puente para crecer. Le gustaba hablar de su vida, de sus recuerdos y de sus caballos, pero ante todo tenía muy claro el concepto de "écuyer". Esto lo podemos observar en su obra "Principios clásicos de entrenar caballos": "El verdadero écuyer no debe nunca tener un estúpido complejo de superioridad o considerarse un genio".
El Maestro Nuno Oliveira nunca ocultó sus profundas creencias religiosas y siempre decía: "Si tenemos talento también tenemos un deber. Y mi deber es enseñar a las personas a montar caballos como Dios quiere".

## Aproximación y fuentes de inspiración
Si el arte no fuera tan difícil tendríamos muchos buenos jinetes y excelentes caballos de monta, Pero el arte requiere algo más, unos rasgos que no están en todos: inexcusable paciencia, firme perseverancia contra los contratiempos y coraje, combinado con una calma alerta. Si estas semillas están presentes, solo un verdadero y profundo amor por el caballo pueden desarrollar en nosotros el carácter preciso para alcanzar el arte.
Gustav Steinbrecht (1808–1885).

Nuno Oliveira jamás hizo una redacción muy ordenada de su método de adiestramiento, ya que consideraba que cada caballo era único, y que por tanto requería un método de adiestramiento especial. Así, su aproximación a la equitación era como si se tratara de un arte, y no como si se tratara de un deporte. Según muchísimos testimonios, a cada caballo que montaba se le notaba un cambio de actitud cuando lo sentía sobre el lomo : de un modo u otro, Oliveira lograba sacar lo mejor de cada caballo, asegurando que los sentimientos y la empatía podían sobrepasar a la técnica. Este experto portugués poseía una rara habilidad para expresar verbalmente lo que eran sus sensaciones y sus sentimientos.
Su modo de hacer equitación ha sido categorizado de diferentes maneras : el propio maestro lo calificaba de « latino ». Ciertos observadores lo aproximaban a lo que había sido la equitación de tradición francesa tal como se practicaba en el siglo XVIII, unida a un baucherismo moderado, o sea y en definitiva, una particular síntesis de diferentes corrientes ecuestres con origen en diferentes países. Su escuela y sus principios eran la expresión directa de una especie de pedestal o de base del arte ecuestre, y en donde lo primordial era la elegancia, la desenvoltura, y el amor al caballo.
Nuno Oliveira fue un gran lector de los maestros de la equitación clásica, lo que le permitió poseer una cultura ecuestre enciclopédica, que sobrepasaba a las fronteras y a los nacionalismos. Sus principales inspiradores fueron François Robichon de La Guérinière (1688-1751), Gustav Steinbrecht (1808–1885), y François Baucher (1796-1873). En sus lecturas, el portugués percibía una unidad fundamental entre los métodos de los diferentes maestros. En especial Nuno se limitó a desarrollar la delicadeza y la elegancia, y limitando lo más posible las intervenciones del jinete.
Según Maxime Le Forestier, que fue uno de sus alumnos, Nuno siempre se apoyaba en un mozo de cuadra para que le tuviera el caballo antes de montrarlo, posiblemente para que el animal no reculara ni avanzara.
Entre sus enseñanzas, Nuno Oliveira nos ha dejado algunas frases y máximas que invitan a meditar :

Cita: « On a tendance, de nos jours, à oublier que l'équitation est un art. Or, l'art n'existe pas sans amour. Mais celui qui n'a pas la discipline nécessaire et qui ne possède pas la technique ne peut prétendre à l'art. L'art, c'est la sublimation de la technique par l'amour. L'amour, afin qu'après la mort du cheval, vous ayez gardé en votre cœur le souvenir de cette entente, de ces sensations qui ont quand même élevé votre esprit au-dessus des misères d'une vie humaine. »
Traducción al español: « En nuestros días, se tiene tendencia a olvidar que la equitación es un arte. Pero el arte no existe sin amor. Aquél que no tiene la disciplina necesaria y que tampoco posee la técnica, no puede pretender alcanzar ese arte. Con toda seguridad, el arte es la sublimación de la técnica por el amor. Y tiempo después, incluso con posterioridad a la muerte del caballo, ese sentimiento que se habrá guardado en el corazón, permitirá recordar ese entendimiento y esas sensaciones que asimismo permitieron elevar nuestro espíritu por encima de las miserias de una vida humana. »

Cita: « Il y a deux choses en équitation : la technique et l'âme. »
Traducción al español: « Hay dos cosas en la equitación : la técnica y el alma. »

Cita: « L'art équestre commence par la perfection des choses simples. »
Traducción al español: « El arte ecuestre comienza con el perfeccionamiento de las cosas simples. »

Cita: « Faites du cheval un compagnon et non un esclave, vous verrez quel ami extraordinaire il est. »
Traducción al español: « Haced del caballo un compañero y no un esclavo, y advertiréis qué extraordinario amigo es. »

Cita: Avec les chevaux, de la douceur... est-ce que cela en vaut la peine ?... Oui, toujours!
Traducción al español: Con los caballos, la dulzura... ¿Es que acaso esto vale la pena?... ¡Sí, siempre!

Cita: Demander souvent, se contenter de peu, récompenser beaucoup.
Traducción al español: Con frecuencia solicitar, contentarse con poco, y recompensar mucho.

Cita: On a tendance, de nos jours, à oublier que l’équitation est un art. Or l’art n’existe pas sans amour. 
L’art, c’est la sublimation de la technique par l’amour.
Traducción al español: En nuestros días, se tiene tendencia a olvidar que la equitación es un arte. Pero atención, el arte no existe sin amor. El arte es la sublimación de la técnica a través del amor.

Cita: Je demande aux cavaliers qui me lisent et qui dressent leurs chevaux de regarder leur monture lorsqu’ils mettent pied-à-terre après une séance de travail, de contempler son oeil et de faire un examen de conscience pour se demander s’ils ont bien agi envers cet extraordinaire être vivant, ce compagnon adorable : le cheval.
Traducción al español: Regularmente solicito a quienes entrenan a sus caballos de contemplarlos atentamente cuando desmontan al terminar una sesión de trabajo, mirando al animal directamente a los ojos, y haciendo un examen de consciencia, preguntándose si se han comportado bien con ese extraordinario ser viviente, con ese compañero adorable que es el caballo.

### Opera y música
Toda su vida, Nuno Oliveira fue un amante de la ópera. Según Maxime Le Forestier, Nuno tuvo dos grandes períodos en su vida, el primero fue en el que fundamentalmente escuchaba música de Beethoven, y el segundo en el que prefería escuchar música de Verdi. El citado contaba, cuando Oliveira le pidió de cantar en su picadero, haber querido que el maestro montara en esa ocasión un viejo caballo llamado Ansioso, que le hacía « recordar a Beethoven ». Los caballos de Nuno Oliveira tenían un vínculo especial con la música, pues estaban habituados a moverse siguiendo los ritmos musicales.

## Legado

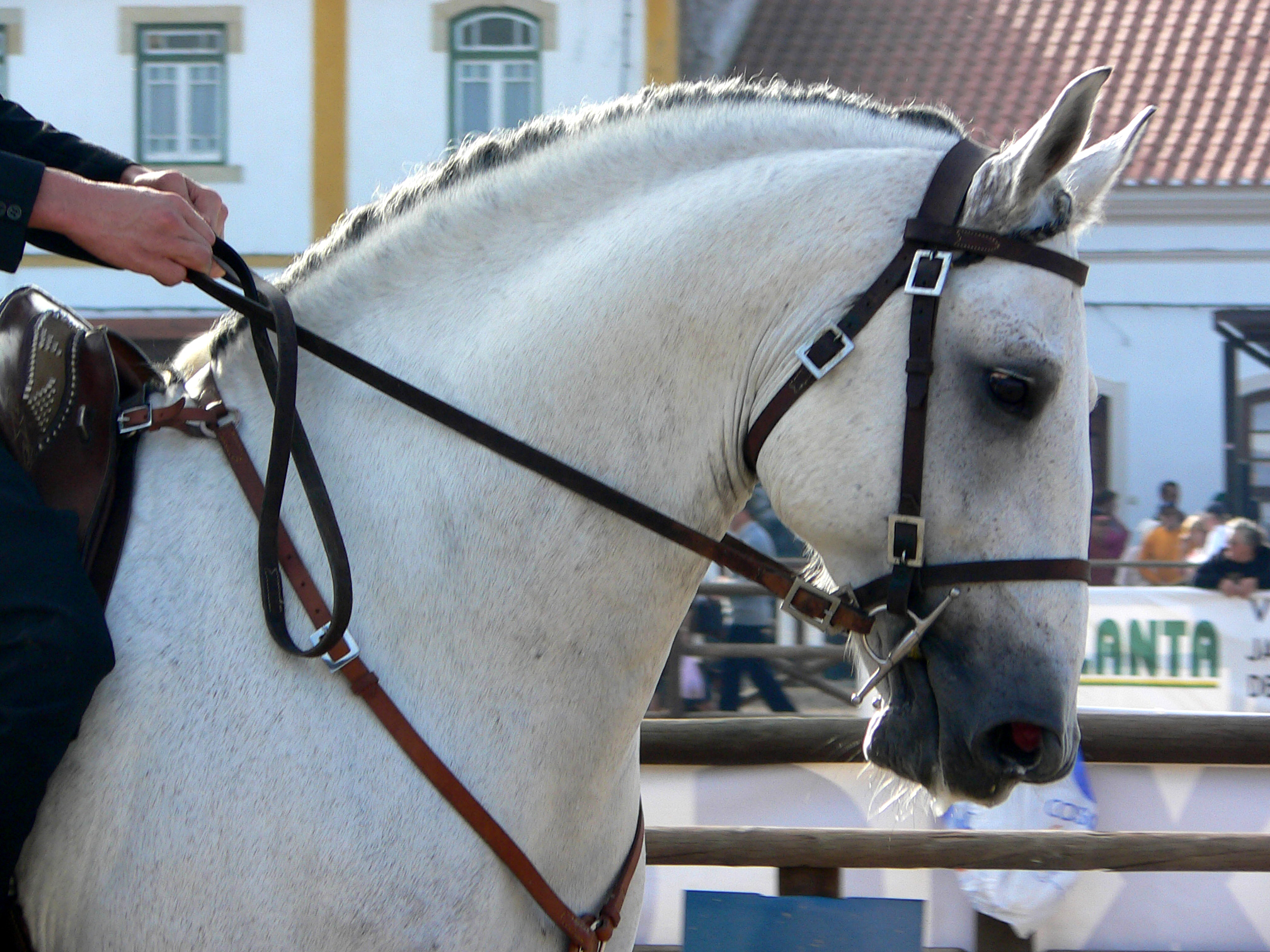
El caballo de raza lusitana fue particularmente popularizado por Oliveira.

Nuno Oliveira es ampliamente reconocido como un « maestro del arte ecuestre », y uno de los más grandes del siglo XX : este jinete está en el origen del renacimiento de la equitación portuguesa en los años 1950, así como del interés por el caballo de raza lusitana. Una sala le ha sido dedicada a esta raza en la Académie du spectacle équestre de Versailles, en Francia.
Después de su fallecimiento, numerosos expertos europeos prefirieron practicar con caballos ibéricos. Antoine de Coux, uno de los más entusiastas discípulo de Nuno Oliveira, se dedicó a ordenar y publicar en forma póstuma, los consejos enseñados por el maestro durante toda su vida activa, a efectos de no perder esta fuente diversa y pertinente de enseñanzas ; lamentablemente, el citado falleció antes de terminar este trabajo, pero Madame Laurenty lo continuó, y la obra Paroles du maître Nuno Oliveira se publicó en el año 2007.
Dos documentales especiales le fueron dedicados : (1) Nuno Oliveira, l’écuyer du XXème siècle distribuido por '24 images production' en el año 2007, y (2) Nuno Oliveira, 20 ans après, difundido en el año 2009.

### Alumnos
Algunos entusiastas de la equitación se autodefinen como entrenadores del método « oliveirista », a pesar de haber visto a Nuno Oliveira unas pocas veces, pues el prestigio de este maestro portugués es grande. Entre los alumnos más conocidos de este entrenador portugués, se cuenta su propio hijo Joao Oliveira, así como Sue Oliveira, el experto francés Michel Henriquet, Suzanne Laurenthy, Dom Diogo de Bragance, Bettina Drumond, el cantautor francés Maxime Le Forestier, el ilustrador Jean-Louis Sauvat, y la campeona de equitación de nacionalidad portuguesa Dany Lahaye.

#### Michel Henriquet
El experto francés de adiestramiento Michel Henriquet intercambió correspondencia con Nuno Oliveira por más de treinta años.

#### Maxime Le Forestier
Maxime Le Forestier es otro discípulo de Nuno Oliveira. El citado es un fanes de la equitación desde que tenía dieciséis años, iniciándose en esta disciplina en un club de la región parisina, bajo la dirección de un discípulo de Nuno Oliveira, que naturalmente le recomendó ir a perfeccionarse con el maestro a Portugal.
En 1972, Maxime Le Forestier se instaló entonces en Portugal, y allí, Nuno Oliveira le hizo pagar una lección sobre cuatro « con el argumento que el alumno era cantautor y músico, y por tanto poseía ya el sentido del ritmo, uno de los secretos de la equitación ». El alumno comenzó entonces a considerar al maestro Oliveira como el mejor experto en equitación del siglo, y como uno de los personajes que más le hicieron evolucionar en su vida : según su propia opinión, las lecciones de equitación del maestro le fueron « infinitamente más útiles para la escena que los propios cursos de teatro y de mimo corporal ». En esos días, Nuno Oliveira había entonces retomado su caballo Faris para enseñarle el contra galope (en francés: galop à faux ; en inglés: counter canter), y por cierto, Maxime Le Forestier sintió y vivió esas lecciones como si él mismo fuera un centauro, para así reflexionar poco y volver los gestos lo más instintivos posibles. Durante estas enseñanzas de Nuno Oliveira, particularmente citó la frase « Par la pensée, passez au trot » (en español: « Pasar al trote con el pensamiento »).

## Obras
Además de sus dotes para la equitación, Nuno Oliveira también se destacó por su talento para la escritura, ya que es autor de varias obras sobre la práctica y la reflexión en torno al arte ecuestre, en donde describe el trabajo con caballos y la doma clásica, como un arte en todos los alcances de este término. En sus escritos, este autor abordó temáticas muy diversas, desde aspectos muy ligados a la equitación, a asuntos más generales relacionados con la política, la moral, y la salud. En 1955 y ya con treinta años de edad, publicó su primer libro, a partir de artículos de la prensa portuguesa y de notas personales. Su segunda obra en 1963, es un álbum fotográfico de sus caballos adiestrados en alta escuela. En 1981 publicó sus memorias de maestro ecuestre, y en 1986 sus consejos para los jóvenes que se iniciaban en las disciplinas ecuestres. Su obra mayor, que reúne todos sus consejos técnicos, fue publicada en francés en el año 1991, bajo el título L'Art équestre. En sus últimos escritos y según Carlos Henriques Pereira, este autor presenta sus pensamientos personales y sus reflexiones de una manera casi « mística ». Su último libro fue publicado en forma póstuma, bajo el título Propos sur des croquis équestres, co-firmado con el escultor Jean-Louis Sauvat (uno de sus alumnos).

### Listado de publicaciones
- 1965 : Haute École: Forty-three Photographs of Horses Taught and Mounted by Nuno Oliveira.[57]

- 1965 : Réflexions sur l'art équestre.[58]

- 1981 : Notes sur l'enseignement de Nuno Oliveira.[59]

- 1984 : Amalgama: recordações, pensamentos, ensaios.[60]

- 1987 : Les chevaux et leurs cavaliers.[61]

- 1988 : Reflections on Equestrian Art.[62]

- 1991 : L'Art équestre.[63]

- 1995 : Principes classiques de l'art de dresser les chevaux.[64]

- 1996 : Propos d'un vieil écuyer aux jeunes écuyers.[65]

- 1997 : Souvenir d’un écuyer portugais.[66]

- 2001 : Propos sur des croquis équestres.[67]

- 2011 : 30 Years with Master Nuno Oliveira: Correspondence, Photographs and Notes Chronicled by Michel Henriquet.[49]